# الاحتجاجات اليونانية 2021
الاحتجاجات اليونانية 2021 هي احتجاجات رداً على مشروع قانون حكومي مقترح من شأنه أن يسمح بوجود الشرطة في الحرم الجامعي لأول مرة منذ عقود، حيث اتهمت جماعات المعارضة الحكومة بالاستفادة من إغلاق كوفيد 19 لفرض إجراءات استبدادية بشكل متزايد. اشتدت الاحتجاجات رداً على إضراب السجين ديميتريس كوفونتيناس العضو السابق في منظمة 17N الإرهابية، الذي بدأ الإضراب في ديسمبر مطالبين بنقله إلى سجن مختلف بعد نقله قسراً إلى منشأة ذات إجراءات أمنية مشددة في منطقة وسط اليونان، بالإضافة إلى القضايا المتعلقة بوحشية الشرطة وخاصة شرطة دلتا فورس للدراجات النارية.
ندد رئيس الوزراء بأحزاب المعارضة ووصفها بأنها «استغلت إجهاد الإغلاق»، وألقى باللوم عليه في التظاهرات المتكررة.

## الأحداث

### فبراير
في 4 فبراير خرج طلاب الجامعات والمعلمون إلى الشوارع للاحتجاج على مشروع قانون مقترح لإصلاح التعليم من شأنه أن يسمح بتجديد وجود الشرطة في حرم الجامعات. تظاهر 5000 متظاهر في أثينا، بينما تظاهر 1000 آخرين في سالونيك. في تحد للحظر المفروض على التجمعات العامة الذي فرضه الإغلاق، نظم الطلاب احتجاجات أسبوعية للاستمرار ضد مشروع القانون الجديد.
في 10 فبراير وهو موعد المناقشة المقررة حول مشروع قانون إصلاح التعليم اندلعت اشتباكات مع الشرطة في أثينا وتيسالونيكي، استخدمت خلالها الشرطة الغاز المسيل للدموع لتفريق الاحتجاجات وألقى المتظاهرون الزجاجات والحجارة وقنابل المولوتوف على الشرطة.
في 22 فبراير احتل المتظاهرون مبنى المدير في جامعة سالونيك، وعندما حاولت الشرطة إبعادهم اندلعت الاشتباكات. أدى ذلك إلى اعتقال 31 شخصًا وإصدار 300 يورو غرامة على 32 متظاهرًا، لخرقهم شروط الإغلاق في البلاد. تجمع أكثر من 5000 شخص بعد ذلك خارج محكمة في ثيسالونيكي للاحتجاج على تأييد المعتقلين.
في 23 فبراير وزع الناس منشورات خارج القصر الرئاسي في كاترينا ساكيلاروبولو للاحتجاج على دعم ديميتريس كوفونتيناس.
في 24 فبراير قامت الشرطة بتفريق مظاهرة تضامن لـ كوفونتيناس في أثينا باستخدام الغاز المسيل للدموع والقنابل الصوتية وخراطيم المياه.

### مارس
في 1 مارس رفضت الحكومة اليونانية طلب كوفونتيناس بنقله إلى سجن كوريدالوس. عند هذه النقطة تدهورت صحة كوفونتيناس بشكل خطير بسبب آثار إضرابه عن الطعام. نظم آلاف الأشخاص احتجاجات سلمية في أثينا وسالونيك عقب قرار الحكومة.
في 7 مارس أفادت شرطة أثينا أنه عندما دخلت دورية للشرطة نيا سميرني للتحقيق في أنباء انتهاكات الإغلاق تعرضت للهجوم فيما بعد من قبل مجموعة من 30 شخصًا، مما أدى إلى إصابة ضابطين، ومما أدى إلى اعتقال 11 شخصًا. ومع ذلك ظهرت مقاطع فيديو للحدث تظهر المتظاهرين السلميين وهم يلقيون أرضًا من قبل الشرطة ويهاجمون بالهراوات. بعد أربع ساعات تجمع أكثر من 500 شخص للاحتجاج على الحادث وتم تفريقهم بالعنف باستخدام الغاز المسيل للدموع والقنابل الصوتية. وندد بافلوس كريستيديس من الحركة من أجل التغيير بالحادثة قائلا «لم يكن حادثا. أرادت الحكومة وميتسوتاكيس ذلك».
في 9 مارس تجمع 5000 شخص خارج منطقة نيا سميرني للاحتجاج على وحشية الشرطة، حيث ألقى المتظاهرون الشباب الحجارة والزجاجات الحارقة على الشرطة. وردت الشرطة بخراطيم المياه والغاز المسيل للدموع والقنابل الصوتية، لكن أثناء الاشتباكات أصيب ضابط شرطة بجروح بالغة على يد المتظاهرين. هاجم متظاهرون شبان مركزًا للشرطة في أثينا بزجاجات مولوتوف، مما أدى إلى إصابة أحد ضباط الشرطة بجروح بالغة. إجمالاً تم اعتقال 10 أشخاص للاشتباه في مشاركتهم في أعمال الشغب التي نددت بها الحكومة وأحزاب المعارضة. ردا على ذلك ألقى رئيس الوزراء خطابا متلفزا قال فيه: «الغضب الأعمى لا يقود إلى أي مكان. يجب أن تكون بمثابة دعوة للاستيقاظ بأن حياة شرطي شاب في خطر. في هذه المرحلة، يجب على الجميع التحلي بضبط النفس والهدوء».
في 11 مارس بعد أن أنهت الشرطة احتلال جامعة سالونيك، احتج 8000 شخص على حملة الشرطة القمعية. اشتبك المتظاهرون مع الشرطة تم خلالها تبادل القنابل الحارقة والغاز المسيل للدموع، واعتقل عدة أشخاص.
في 14 مارس أنهى ديميتريس كوفونتيناس إضرابه عن الطعام بعد 66 يومًا، حيث أدى إلى فشل كلوي. وشكر أولئك الذين احتجوا تضامناً معه في «معركته ضد نظام سلطة غير إنساني».